# Ipomoea obscura
Ipomoea obscura är en vindeväxtart som först beskrevs av Carl von Linné, och fick sitt nu gällande namn av Ker Gawler. Ipomoea obscura ingår i släktet praktvindor, och familjen vindeväxter. Utöver nominatformen finns också underarten I. o. sagittifolia.

## Bildgalleri

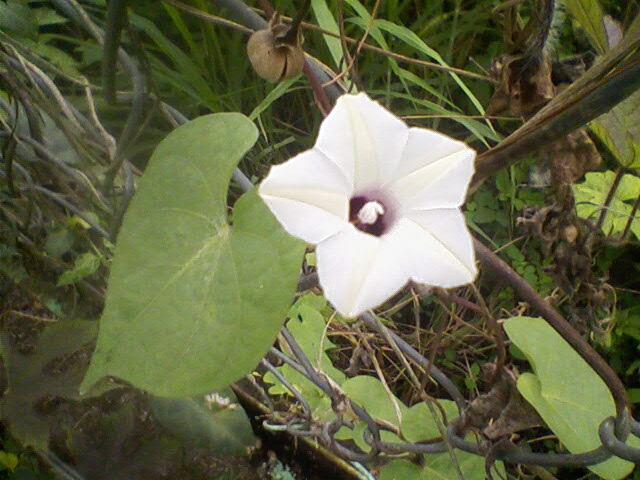
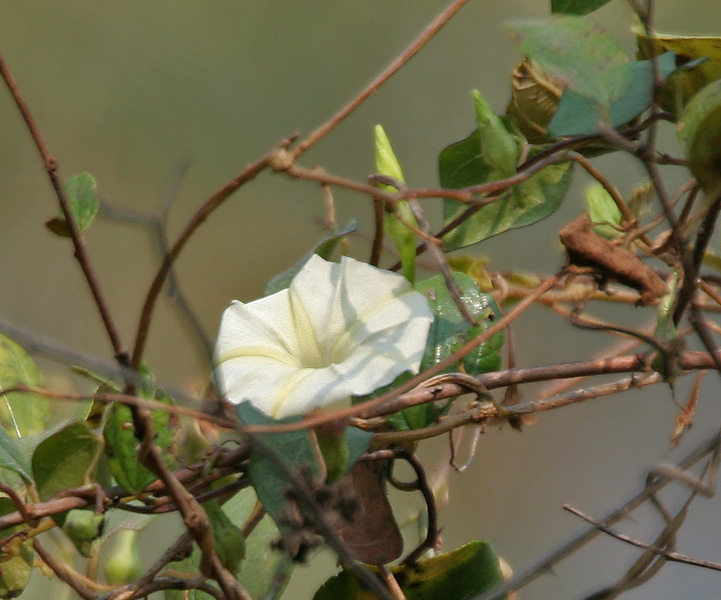
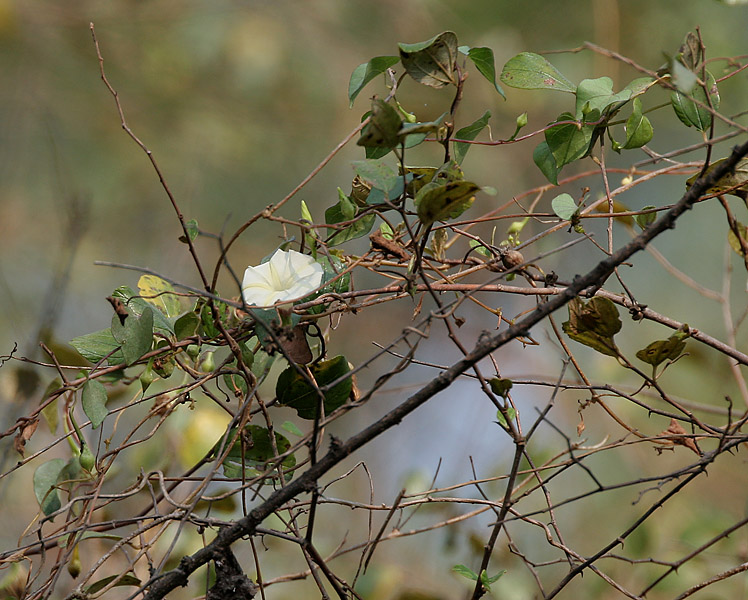